# Жилищно-коммунальные услуги
Жилищно-коммунальные услуги (ЖКУ) — услуги по поддержанию и восстановлению надлежащего технического и санитарно-гигиенического состояния зданий, сооружений, оборудования, коммуникаций и объектов коммунального назначения. 

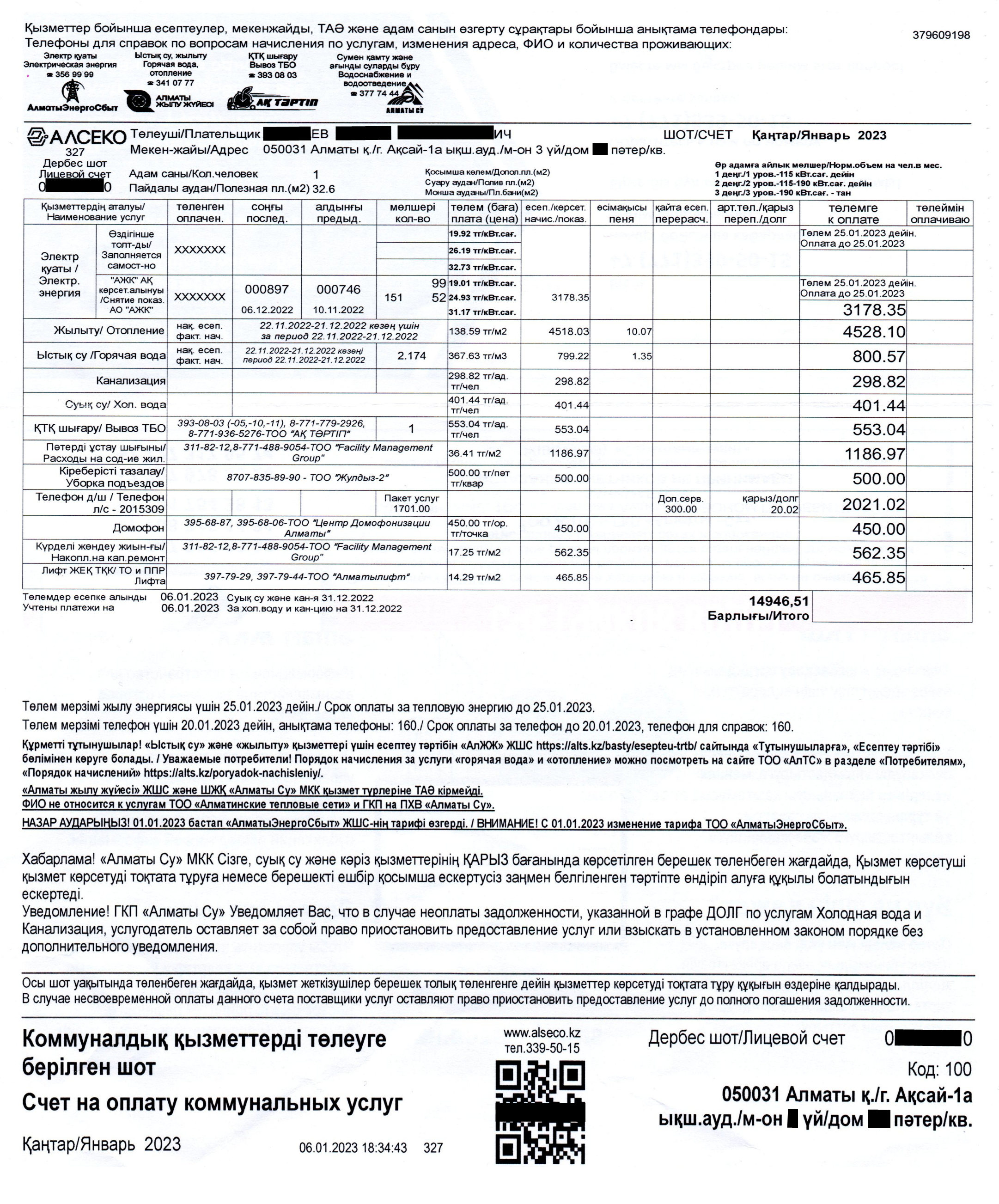
Квитанция на оплату коммунальных услуг в Казахстане, на двух языках - на русском и казахском

## Оказание услуг
В многоквартирных домах жилищно-коммунальные услуги предоставляются товариществами собственников жилья (жилищно-строительными кооперативами) или управляющими организациями, при непосредственном управлении возможен вариант предоставления ЖКУ самими жильцами. Следует учесть, что под объектами жилищно-коммунального назначения понимают объекты внешнего благоустройства территории городов и населенных пунктов таких как зеленые насаждения, городские дороги, пешеходные и велосипедные дорожки, объекты инженерной защиты территории, санитарной уборки, уличное освещение, а также обустроенные площадки, стоянки, участки, устройства и конструкции, размещенные на придомовой территории.
Исполнитель занимается эксплуатацией в процессе поддержания и восстановления надлежащего технического и санитарно-гигиенического состояния зданий, оборудования, коммуникаций и объектов коммунального назначения. В настоящее время различают зимний и летний периоды эксплуатации. В соответствии с данными периодами организации проводят регламентные работы в части обследования зданий и их эксплуатационного контроля в области элементов зданий и сооружений.
Структура платы за коммунальные услуги и жилое помещение изложена в статье 154 Жилищного кодекса РФ.

## Эксплуатация
В соответствии с периодами эксплуатации организация, в чьем ведении находятся здания и сооружения, выявляет неисправные и поврежденные элементы зданий и сооружений. Это те элементы, которые не могут отвечать соответствующим эксплуатационным требованиям. В свою очередь, эксплуатационные показатели здания — это совокупность технических, объемно-планировочных, санитарно-гигиенических, экономических и эстетических характеристик здания, обуславливающих его эксплуатационные качества.
Далее предприятие, которое занимается эксплуатацией зданий, обязано учитывать физический износ, который определяется в соответствии с ГОСТ Р 51929-2014 и включается в виде показателя, который характеризует изменение технического состояния здания по сравнению с первоначальным состоянием в результате воздействия природно-климатических факторов жизнедеятельности человека. В то же время в ряде случаев может учитываться и моральный износ здания, который характеризует степень несоответствия основных параметров, определяющих условия проживания, объем и качество предоставляемых услуг современным требованиям.

## Техническое обслуживание
В соответствии с полученными данными, в результате весенне-осенних обследований формируются дефектные ведомости и готовится ремонт зданий. Ремонт здания представляет собой комплекс мероприятий по восстановлению исправности или работоспособности здания и восстановлению его ресурса или составных частей. Различают текущий и капитальный ремонты здания. К текущему ремонту здания (сооружения, оборудования, коммуникаций, объектов жилищно-коммунального назначения) относится ремонт, выполняемый для восстановления исправности или работоспособности здания (сооружения, коммуникаций, объектов жилищно-коммунального назначения), частичного восстановления его ресурса с заменой или восстановлением составных частей ограниченной номенклатуры в объеме, установленном нормативной и технической документацией. Капитальный ремонт здания (сооружения, оборудования, коммуникаций, объектов жилищно-коммунального назначения) — ремонт, выполняемый для восстановления ресурса здания (сооружения, оборудования, коммуникаций, объектов жилищно-коммунального назначения) с заменой или восстановлением любых составных частей, включая базовые. Капитальный ремонт заключается в замене и восстановлении отдельных частей или целых конструкций и инженерно-технического оборудования зданий в связи с их физическим износом и разрушением. В состав капитального ремонта включаются также работы, по характеру относящиеся к текущему ремонту, но выполняемые в связи с производством капитального ремонта. Существует охранно-поддерживающий ремонт — он производится в ветхих домах, которые в ближайшее время не могут быть снесены. Предприятия занимающиеся эксплуатацией фактически осуществляют содержание здания, а это комплекс услуг по техническому обслуживанию, уборке, диагностике, испытаниям и обследованиям здания (сооружения, оборудования, коммуникаций, объектов жилищно-коммунального назначения) и техническому надзору за его состоянием. В то же самое время данные предприятия в рамках содержания здания осуществляют техническое обслуживание жилого здания — комплекс работ по поддержанию исправного состояния элементов здания и заданных параметров, а также режимов работы его технических устройств (ВСН 58-88(р)).

## Обработка инцидентов
На основании всех этих работ предприятие, осуществляющее содержание здания, формирует как текущий ремонт зданий, так и капитальный, на основании соответствующих дефектных ведомостей. Для эффективного осуществления обслуживания здания необходима полная диспетчеризация обслуживания здания. Данный вид услуги включает в себя комплекс операций по приему, регистрации, учету заявок потребителей на оказание жилищно-коммунальных услуг и контролю за их исполнением. В результате диспетчеризации выявляется аварийность и устранение аварийности зданий. В данном случае это связано с комплексом первоочередных операций и мероприятий по незамедлительному устранению аварий и неисправностей, сохранению и восстановлению условий, необходимых для жизнеобеспечения и безопасности потребителей. Кроме этого, в услугу по содержанию жилых помещений входит и такая услуга, как санитарная очистка жилищного фонда и придомовых территорий, то есть поддержание и восстановление надлежащего санитарно-гигиенического состояния жилищного фонда и придомовых территорий. Сюда входит и услуга по содержанию и уходу за зелеными насаждениями придомовых территорий — а именно посев газонов, устройство цветников, дорожек и площадок, подготовка участков для озеленения, заготовке, посадке деревьев и кустарников, а также по уходу за ними на придомовых территориях.

## Коммунальные услуги
В данном случае приведен перечень жилищных услуг. Так же существуют еще и коммунальные услуги. Коммунальные услуги — это предоставление услуг холодного водоснабжения, горячего водоснабжения, водоотведения, электроснабжение, газоснабжение и отопление.  Данные виды услуг обеспечивают комфортные условия проживания граждан в жилых помещениях. Состав предоставляемых потребителю коммунальных услуг определяется степенью благоустройства многоквартирного дома или жилого дома, под которой понимается наличие в многоквартирном доме или жилом доме внутридомовых инженерных систем, позволяющих предоставлять потребителю следующие коммунальные услуги:
- холодное водоснабжение — круглосуточное обеспечение потребителя холодной питьевой водой надлежащего качества, подаваемой в необходимых объемах по присоединенной сети в жилое помещение либо до водоразборной колонки;
- горячее водоснабжение — круглосуточное обеспечение потребителя горячей водой надлежащего качества, подаваемой в необходимых объемах по присоединенной сети в жилое помещение;
- водоотведение — отвод бытовых стоков из жилого помещения по присоединенной сети;
- электроснабжение — круглосуточное обеспечение потребителя электрической энергией надлежащего качества, подаваемой в необходимых объемах по присоединенной сети в жилое помещение;
- газоснабжение — круглосуточное обеспечение потребителя газом надлежащего качества, подаваемым в необходимых объемах по присоединенной сети в жилое помещение, а также продажа бытового газа в баллонах;
- теплоснабжение — круглосуточная, в течение отопительного периода, подача в помещения тепловой энергии, обеспечивающая поддержание в помещении нормативной температуры воздуха;
- твёрдые коммунальные (бытовые) отходы — остатки пищи или предметов потребления либо промышленного производства, которые уже не имеют прежних свойств и непригодны для дальнейшего использования.

## Оплата ЖКУ
Сейчас существует четыре основных способа оплаты жилищно-коммунальных услуг для обычных россиян и пятый для жителей столицы:
1. Наличными через банк или Почту России;
2. При помощи банкомата или платежного терминала[3];
3. Онлайн, с помощью интернет-банкинга или электронного кошелька;
4. На сайте Госуслуг;
5. При помощи портала городских услуг города Москвы[4][5][6][7].

## Заключение
В соответствии с представленными понятиями все, что было изложено выше, представляет собой комплекс жилищных и коммунальных услуг. В данном случае эти два вида различных услуг не могут сосуществовать в раздельности и обеспечивают соответствующие условия проживания. В соответствии с этим исполнители жилищно-коммунальных услуг, как правило, выступают и их производителем либо посредником. Соответственно в данном случае исполнитель всех видов услуг и осуществляет их начисление в соответствии с объемами предоставления данных видов услуг. Как правило при начислении используется развитые аппаратные программные комплексы с применением информационно-вычислительных машин.